# Titouan Carod
Titouan Carod, né le 1er avril 1994 à Die, est un coureur cycliste français spécialiste de VTT cross-country. En Coupe du monde, il termine premier du classement général chez les moins de 23 ans en 2015 et 2016. Chez les élites en 2022, il termine 2e du classement général en remportant 2 manches. Il est également triple champion de France.

## Biographie
Il a été étudiant à l'université de Savoie en conciliant sport de haut-niveau et études. 
En 2013, il se fracture le fémur lors d'un entraînement sur une piste de BMX. Cette grave blessure lui occasionne une saison blanche en 2013. Il retrouve son plus haut niveau en 2015 avec la victoire au classement général de la Coupe du monde espoirs. Il réitère en 2016 en remportant notamment 3 manches. Titouan enchaîne ensuite les podiums chez les élites.

## Résultats

### Championnats du monde
- Saalfelden 2012
  -  Médaillé de bronze du cross-country juniors
- Hafjell 2014
  - 12e du cross-country espoirs
- Vallnord 2015
  - 19e du cross-country espoirs
- Nove mesto 2016
  - 6e du cross-country espoirs
- Leogang 2020
  -  Médaillé de bronze du cross-country

### Coupe du monde
- Coupe du monde de cross-country espoirs
  - 2015 : 1er du classement général, vainqueur d'une manche
  - 2016 : 1er du classement général, vainqueur de 3 manches
- Coupe du monde de cross-country élites
  - 2017 : 6e du classement général
  - 2018 : 10e du classement général
  - 2019 : 8e du classement général
  - 2021 : 26e du classement général
  - 2022 : 2e du classement général, vainqueur de 2 manches
  - 2023 : 24e du classement général
  - 2024 : 55e du classement général

- Coupe du monde de cross-country short track
  - 2022 : 3e du classement général, vainqueur d'une manche
  - 2023 : 37e du classement général
  - 2024 : 41e du classement général

### Championnats d'Europe
- Moscou 2012
  -  Médaillé d'argent du cross-country juniors
- Jönköping 2016
  -  Médaillé d'argent du cross-country espoirs
- Monte Tamaro 2020
  -  Médaillé d'argent du cross-country
- Cheile Grădiștei 2024
  -  Médaillé d'argent du relais mixte

### Championnats de France
- 2012
  -  Champion de France de cross-country juniors
- 2014
  - 3e du cross-country espoirs
- 2015
  -  Champion de France de cross-country espoirs
- 2016
  - 2e du cross-country espoirs
- 2017
  - 2e du cross-country
- 2018
  -  Champion de France de cross-country
- 2019
  - 3e du cross-country
- 2020
  - 2e du cross-country
- 2021
  - 3e du cross-country
- 2022
  -  Champion de France de cross-country
- 2023
  -  Champion de France de cross-country
- 2024
  - 3e du cross-country